# Монмутшир
Мо́нмутшир (англ. Monmouthshire, валл. Sir Fynwy) — унитарная административная единица Уэльса (округ) со статусом графства (англ. county).
Унитарная единица образована Актом о местном управлении 1994 г.
Область расположена в южном Уэльсе и граничит на западе с областями Поуис, Блайнай-Гвент, Торвайн и Ньюпорт.
Территория Монмутшира содержит большую часть земель, входивших в состав традиционного графства Монмутшир.
Основными городами области являются: Абергавенни, Калдикот, Чепстоу, Монмут и Аск.

## Достопримечательности
- Замок Монмут
- Замок Чепстоу
- Замок Раглан